# Gymnoscelis subrufata
Gymnoscelis subrufata là một loài bướm đêm trong họ Geometridae.